# Jayne Mansfield
Jayne Mansfield, artiestennaam van Vera Jayne Palmer, (Bryn Mawr (Pennsylvania), 19 april 1933 – bij Slidell (Louisiana), 29 juni 1967) was een Amerikaans filmactrice en sekssymbool.
Ze was bekend om haar platinablonde haar, haar zandloperfiguur, haar prominente boezem en diepe decolletés. Ze werd bekend in het midden van de jaren vijftig, nadat Marilyn Monroe blonde sekssymbolen met een vergelijkbaar lichaamstype erg populair had gemaakt.
Mansfield heeft niet in veel films gespeeld. Na een paar grote rollen in Hollywood bleek de combinatie van negatieve publiciteit en slechte zakelijke beslissingen te veel en ze belandde buiten de spotlights van Hollywood. Ze trad op in kleine nachtclubs en speelde in een aantal kleine producties, voornamelijk melodrama's en komedies, voordat ze op 34-jarige leeftijd bij een auto-ongeluk om het leven kwam.

## Vroege jaren
Ze was enig kind en woonde in Phillipsburg, in New Jersey. Haar vader overleed aan een hartaanval toen hij met zijn vrouw en driejarige dochter in een auto reed. Haar moeder hertrouwde in 1939 en ze verhuisden naar Dallas in Texas.
Ze studeerde drama en natuurkunde aan de Southern Methodist University en liep een aantal colleges aan de University of Texas in Austin, waar ze haar eerste man ontmoette. Haar eerste optreden was op 22 oktober 1953 in een productie van Arthur Millers Death of a Salesman.
Ze won ook een aantal schoonheidswedstrijden in Texas, waaronder Miss Photoflash, Miss Magnesium Lamp en Miss Fire Prevention. In 1954 verhuisden ze naar Los Angeles, waar ze drama studeerde aan de UCLA.

## Carrière

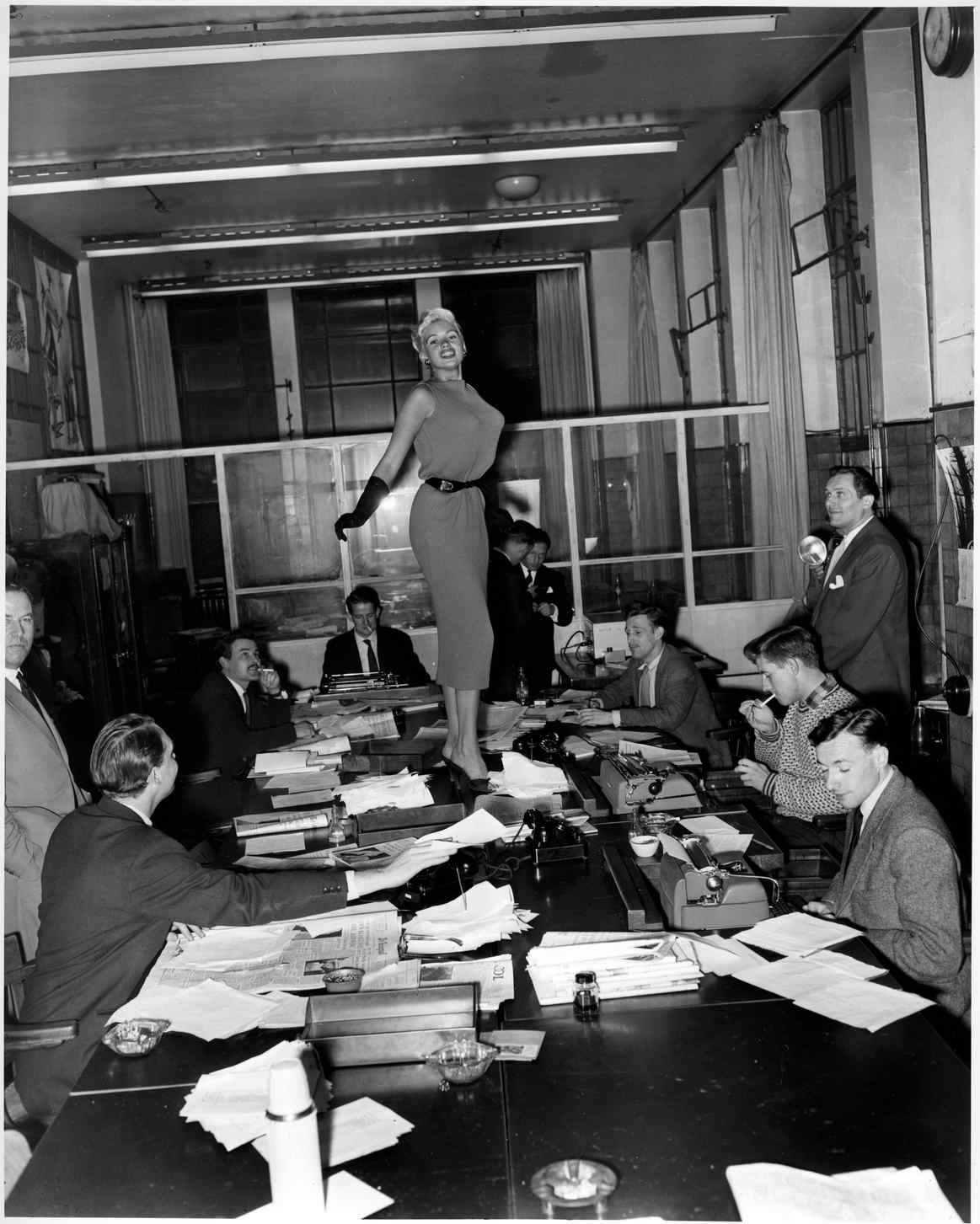
Mansfield op de burelen van De Telegraaf (1957)

Ze was al op jonge leeftijd een fan van de actrice Shirley Temple en ze wilde zelf ook een filmster worden. Ze was zich wel bewust van de kracht van publiciteit, legitiem of zelfgegenereerd. Er wordt wel gezegd dat ze haar eerste werk voor tv kreeg, nadat ze de producent een briefje had toegestopt met daarop alleen haar maten: "39, 22, 35" (die later zelfs 40-21-36 zouden bedragen) en nog geen half uur na de geboorte van haar tweede kind belde ze naar een roddelcolumniste om ervoor te zorgen dat de geboorte in de publiciteit kwam.
Haar filmcarrière begon met kleine rollen voor Warner Brothers. Ze werd door de studio gecontracteerd, nadat ze was ontdekt in een productie van Pasadena Playhouse in 1953.
In 1955 was de ze playmate van de maand in Playboy. Ze zou vaker in dit blad verschijnen. Datzelfde jaar kreeg ze een rol aangeboden in de film The Burglar. Deze werd in een film noirstijl opgenomen, maar werd pas twee jaar later, toen ze het bekendst was, uitgebracht. Haar optreden in deze dramatische rol was populair, maar ze speelde in de films hierna alleen maar komische rollen of rollen die haar als sekssymbool benadrukten.
Na nog twee films verhuisde ze naar New York, waar ze in een prominente rol op het toneel verscheen in de Broadwayproductie van de komedie Will Success Spoil Rock Hunter? (1955). Alhoewel ze in eerste instantie de rol niet had willen aannemen, kreeg ze uiteindelijk de Theatre World Award 1956 voor haar schaars geklede portret van Rita Marlowe.
In 1956 tekende ze een contract met 20th-Century Fox. Met haar rol in The Wayward Bus probeerde ze zich te distantiëren van haar status als sekssymbool en zich te profileren als serieuze actrice. De film was tamelijk populair en ze won een Golden Globe voor haar optreden. Hierna verscheen ze opnieuw als Rita Marlowe, dit keer in de filmversie van Will Success Spoil Rock Hunter? In oktober 1957 ging ze op tournee door Europa, waarbij ze zestien landen aandeed. Ze ontmoette de koningin van Engeland en kreeg veel aandacht tijdens het filmfestival in Cannes. Ook werd ze (in het programma 'Mensen, dingen en nu') geïnterviewd door Wim Sonneveld. De uitzenddatum was 11 oktober 1957. Twee dagen later verrichtte de Amerikaanse actrice op Het Kasteel de aftrap van de voetbalwedstrijd tussen Sparta en DOS. De spelers van de Rotterdamse club waren naar verluidt zo onder de indruk van Mansfields zwoele kus op de mond van aanvoerder Rinus Terlouw, dat Sparta met 7-1 verloor.
Haar films The Girl Can't Help It en Will Success Spoil Rock Hunter? waren populair, maar de opvolger Kiss Them for Me (1957) deed het niet zo goed en bleek haar laatste rol in een grote Hollywoodfilm te zijn.
Ze bleef echter in de schijnwerpers en won een Golden Laurel in 1959 voor haar muzikale optreden in de western-spoof The Sheriff of Fractured Jaw.

## Privéleven
Jayne Mansfield trouwde en scheidde driemaal:
- Paul Mansfield. Ze trouwden in het geheim op 28 januari 1950, met een publieke trouwerij op 10 mei dat jaar. Ze scheidde van hem op 8 januari 1958. Ze had een kind uit deze relatie, Jayne Marie Mansfield (1950);[2]
- Miklós "Mickey" Hargitay, een acteur en bodybuilder die in 1955 Mister Universe was. Ze trouwden op 13 januari 1958 en ze scheidde van hem in 1963 in Mexico. De Mexicaanse scheiding werd in eerste instantie niet erkend door de staat Californië, maar na een rechtszaak gebeurde dat in augustus 1964 alsnog. Ze kreeg drie kinderen uit deze relatie, Miklós Jeffrey Palmer (1958), Zoltan Anthony (1960) en Mariska (Maria) Magdolna (1964). Mariska zou later onthullen dat Nelson Sardelli haar biologische vader was.[3]
- Matt Cimber, filmregisseur (ook wel bekend als Matteo Ottaviano, geboren als Thomas Vitale Ottaviano), met wie ze trouwde op 24 september 1964. Ze vroeg een scheiding aan op 20 juli 1966.[4] Ze had een zoon met hem, Antonio Raphael Ottaviano (alias Tony Cimber, 1965).

Daarnaast werd er in de bladen verteld over haar affaires en relaties met verschillende mannen, waaronder Claude Terrail (de eigenaar van het Parijse restaurant La Tour d'Argent) en de Braziliaanse playboy-miljardair Jorge Guinle.
Ze had contact met Jan Cremer, nadat deze zijn autobiografische roman Ik Jan Cremer uit 1964 aan haar had opgedragen. Ze noemde het boek "een wild en sexy meesterwerk" ("a wild and sexy masterpiece") en de auteur my Pop Hero. Er is geen relatie tussen beiden geweest, al deed Cremer het graag anders voorkomen. Het was Cremer die haar adoreerde en een affaire met haar zocht. Hij was na de publicatie van zijn boek naar New York getrokken en zijn agent regelde daar een ontmoeting met Mansfield in de jetset. Het belang was wederzijds. Mansfield greep alles aan om in de publiciteit te komen en Cremer was een nieuwe aanleiding.
In de jaren 60 werd ze lid van de "Church of Satan" van Anton Szandor LaVey.

## The Pink Palace
Vlak voordat ze trouwde met Hargitay, kocht Mansfield een huis met 40 kamers aan de Sunset Boulevard in Beverly Hills. Ze liet het huis roze verven en noemde het "The Pink Palace". Zoals de naam al suggereert, was niet alleen de buitenkant, maar ook de binnenkant voornamelijk roze van kleur, compleet met cupido's met roze fluorescerende lampen eromheen, een hartvormige roze badkuip en een fontein die roze champagne spoot. Hargitay, die loodgieter en timmerman was voordat hij begon met bodybuilden, bouwde het roze hartvormige zwembad.
Engelbert Humperdinck kocht het Roze Paleis in de jaren zeventig. In 2002 verkocht hij het aan projectontwikkelaars, zij braken het af in november dat jaar.

## Publiciteitsstunt
Aan het eind van de jaren vijftig genereerde Mansfield veel negatieve publiciteit door succesvolle pogingen haar borsten te laten zien in een aantal nauwkeurig geplande "ongelukjes" (tegenwoordig wordt dit eufemistisch "wardrobe malfunction" genoemd).
Een beruchte stunt gebeurde in april 1957 toen ze tijdens een etentje ter ere van Sophia Loren vooroverleunend met een borst die uit de jurk valt, tepel zichtbaar, werd gefotografeerd. De foto's werden wereldwijd gepubliceerd en genereerden veel ophef.
Eenzelfde stunt werd uitgevoerd tijdens een filmfestival in Berlijn. De media waren er snel bij, maar waren ook snel om de actie af te keuren. Een redacteur schreef: "We are amused when Miss Mansfield strains to pull in her stomach to fill out her bikini better. But we get angry when career-seeking women, shady ladies, and certain starlets and actresses ... use every opportunity to display their anatomy unasked." ("We vinden het grappig als Miss Mansfield haar buik intrekt om beter haar bikini te vullen. Maar we worden boos als carrièrezoekende vrouwen, twijfelachtige dames, bepaalde sterretjes en actrices ... elke gelegenheid aangrijpen om hun anatomie ongevraagd te laten zien.")

## Ondergang
Alhoewel ze veel publiciteit kreeg, was het na 1958 afgelopen met de goede rollen voor Mansfield. Ze deed een aantal lowbudgetfilms waarin ze voornamelijk zoveel mogelijk van haar lichaam kon blootstellen en waar maar weinig gebruik werd gemaakt van haar acteertalenten. In 1960 verscheen ze als grote naam in twee gangsterthrillers in Engeland, Too Hot to Handle en It Happened in Athens, maar ze speelde niet meer dan een schaars geklede bijrol. Ze wees een rol in de televisieserie Gilligan's Island af, omdat ze "een filmster" was. Na de dood van Marilyn Monroe kreeg ze het steeds moeilijker, er was te veel publiciteit en te weinig echte inhoud.
Ze was niet tevreden met de filmrollen en ze deed samen met haar man Mickey Hargitay een show in Las Vegas, The House of Love, die erg populair bleek. Fox heeft de show later ook uitgegeven onder de titel Jayne Mansfield Busts Up Las Vegas. Ze was wellicht niet populair meer als actrice, maar op het podium was ze echt goed. Ze probeert dan ook nog steeds een beter imago voor zichzelf te creëren. Haar aankondiging dat ze acteren wilde studeren in New York, bleek door haar geschiedenis met de media niet te worden geloofd en haar contract met Fox werd in 1962 niet hernieuwd.
In 1963 was ze de eerste grote Amerikaanse filmster die naakt in een hoofdrol in een film verscheen, dit was Promises! Promises! Foto's van een naakte Mansfield op de set van de film werden in Playboy gepubliceerd. Deze film zette ook een streep onder enige hoop die ze had om nog in de "normale" film terug te komen.
In 1963 verscheen ze ook in de kleine West-Duitse film Homesick for St. Pauli (ofwel Heimweh nach St. Pauli) met schlagerzanger Freddy Quinn. Ze speelt Evelyne, een sexy Amerikaanse zangeres die naar Hamburg reist en ze zingt twee liedjes in het Duits, alhoewel in de dialoog haar stem is gedubd. Ook bracht ze een album uit met de naam Shakespeare, Tchaikovsky & Me, waarop ze gedichten van Shakespeare, Marlowe, Browning en anderen voorleest met muziek van Tsjaikovski op de achtergrond. Op de hoes van het album staat een foto van Mansfield met haar lippen getuit en haar borsten nauwelijks verborgen met een stola van bont.
Een paar weken nadat haar scheiding van Hargitay was uitgesproken, trouwde ze haar derde man, Matt Cimber. Hij werd ook haar manager.

## Overlijden

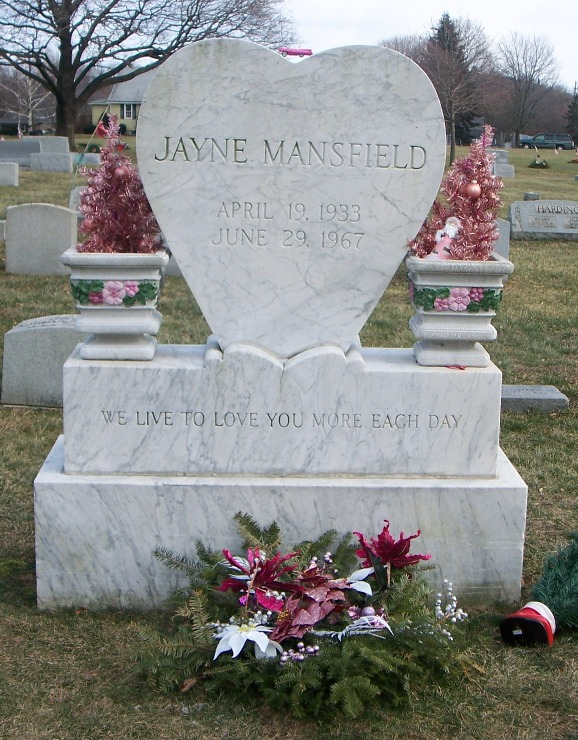
Het graf van Jayne Mansfield

In het jaar dat ze overleed, 1967, verdeelde Mansfield haar tijd tussen optredens in nachtclubs en de productie van haar laatste film, Single Room, Furnished, een lowbudgetfilm, geregisseerd door Cimber. Het werk aan de film werd opgeschort na het uiteenvallen van hun huwelijk na Jaynes alcoholmisbruik, openlijke ontrouw en haar bewering tegenover Cimber dat ze alleen gelukkig was met haar ex-minnaar Nelson Sardelli.
Ze bleef haar optredens doen in de VS, Zuid-Amerika, Engeland en Azië en raakte in een relatie met haar getrouwde advocaat, Sam Brody. Voor haar dood was ze in het nieuws, omdat Brody haar zestien jaar oude dochter, Jayne Marie, in elkaar zou hebben geslagen.
Na een optreden in de Gus Stevens Supper Club in Biloxi, Mississippi, reden Mansfield, Brody en hun chauffeur, Ronnie Harrison, samen met Jaynes kinderen Miklós, Zoltan en Mariska in Stevens' Buick Electra 225 naar New Orleans, alwaar ze vroeg in de morgen in een interview zou verschijnen. Op 29 juni om ongeveer 02.25 uur reed de auto in op een tractortrailer die langzamer was gaan rijden, omdat er een insecticide werd gesproeid. De kinderen overleefden het met kleine verwondingen, maar de volwassenen waren op slag dood.
Geruchten dat Mansfield was onthoofd, zijn niet waar, alhoewel ze wel zware verwondingen aan haar hoofd had. Dit broodjeaapverhaal is waarschijnlijk ontstaan, nadat er politiefoto's waren verschenen waarop iets gelijkend op een blonde pruik te zien is in de gebroken voorruit van de auto. De auto werd teruggebracht naar de eigenaar, Gus Stevens, die hem uiteindelijk verkocht. De wagen stond een aantal jaren in een museum, maar is nu eigendom van een Mansfieldfan.
Ze werd begraven op 3 juli in Pen Argy, Pennsylvania. In het Hollywood Forever Cemetery ligt een steen voor haar met 1938 als geboortejaar; de steen op haar graf vermeldt het juiste jaar (1933, zie foto). Ze heeft ook een ster in de Hollywood Walk of Fame ter hoogte van 6328 Hollywood Boulevard.
Vlak na de begrafenis werd door Mickey Hargitay een rechtszaak aangespannen voor meer dan $275.000 om de opvoeding van de kinderen te financieren. Tony werd opgevoed door zijn vader Matt Cimber. In 1968 werden er op naam van Jayne Marie Mansfield en Matt Cimber rechtszaken aangespannen.

## Filmografie
- Female Jungle (1954)
- Hell on Frisco Bay (1955)
- Pete Kelly's Blues (1955)
- Illegal (1955)
- The Girl Can't Help It (1956)
- The Wayward Bus (1957)
- The Burglar (1957)
- Will Success Spoil Rock Hunter? (1957)
- Kiss Them for Me (1957)
- The Sheriff of Fractured Jaw (1958)
- The Challenge (1960)
- The Loves of Hercules (1960)
- Too Hot to Handle (1960)
- The George Raft Story (1961)
- Lykke og Krone (1962), documentaire
- It Happened in Athens (1962)
- Homesick for St. Pauli (1963)
- Promises! Promises! (1963)
- Primitive Love (1964)
- Panic Button (1964)
- Dog Eat Dog (1964)
- The Loved One (1965)
- The Las Vegas Hillbillys (1966)
- The Fat Spy (1966)
- A Guide for the Married Man (1967)
- Spree (1967, documentaire
- Mondo Hollywood (1967), documentaire
- The Wild, Wild World of Jayne Mansfield (uitgebracht 1968), documentaire
- Single Room, Furnished (uitgebracht 1968)

### Documentaire
In 2025 bracht dochter Mariska Hargitay de documentaire My Mom Jayne uit. In deze documentaire staat Mansfield centraal. De documentaire ging in premiere op 17 mei 2025 op het Filmfestival van Cannes.
- Bibsys: 90981429
- Biblioteca Nacional de España: XX4611776
- Bibliothèque nationale de France: cb14034386p (data)
- Catàleg d'autoritats de noms i títols de Catalunya: 981058510073406706
- Gemeinsame Normdatei: 118875728
- International Standard Name Identifier: 0000 0001 1770 4221
- Library of Congress Control Number: n85090675
- MusicBrainz: 7618b86b-25a1-4942-9282-fb43aedde2ce
- Nationale bibliotheek van Australië: 35770325
- Nationale Bibliotheek van Israël: 987007367213005171
- Nederlandse Thesaurus van Auteursnamen: 070724504
- LIBRIS: 382934
- SNAC: w64x6s4z
- Système universitaire de documentation: 027751767
- Trove: 1079430
- Virtual International Authority File: 74051819
- WorldCat: E39PBJv4pQfJ9dQkYgVc6j97HC